# Jokkmokk (plaats)

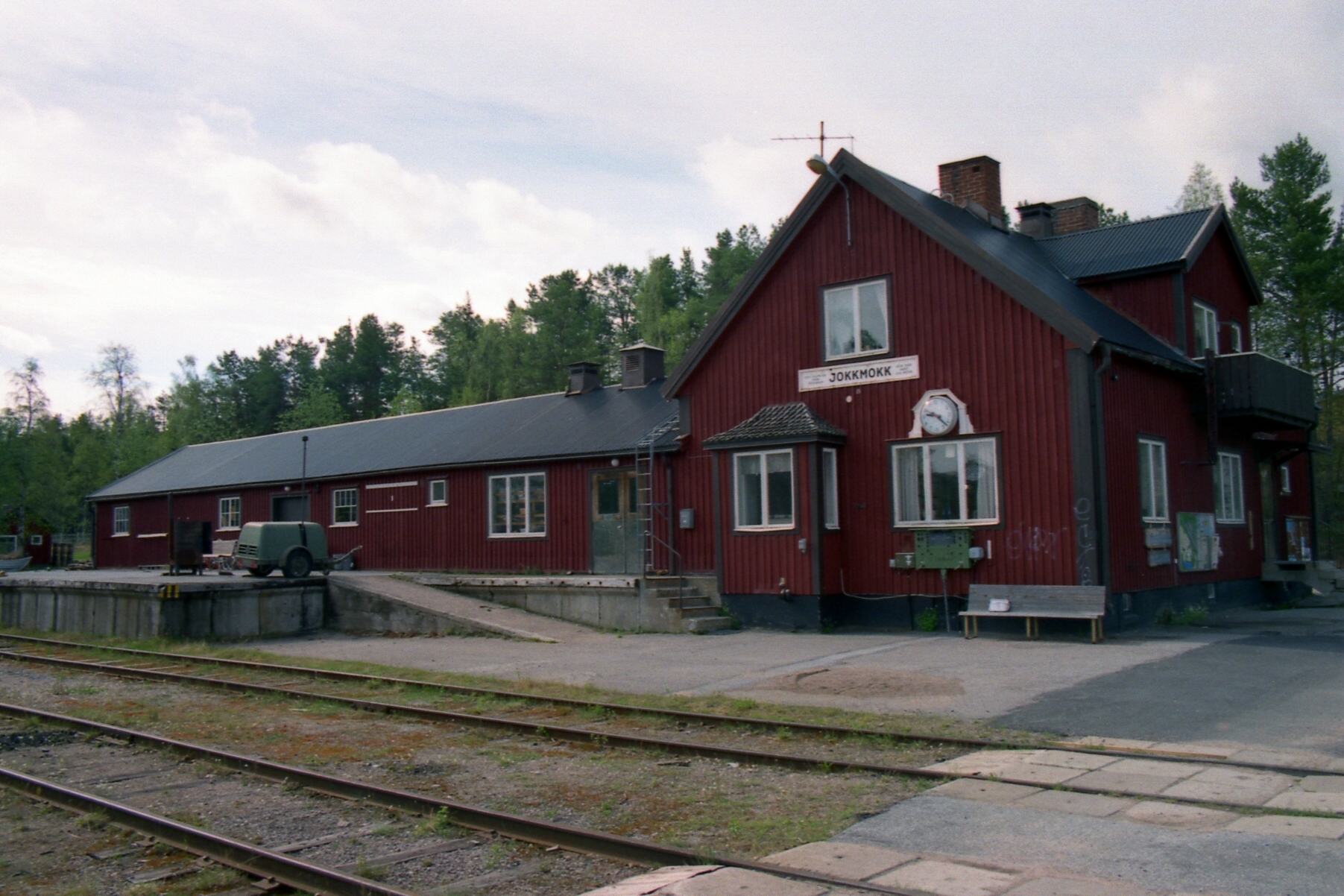
Station Jokkmokk

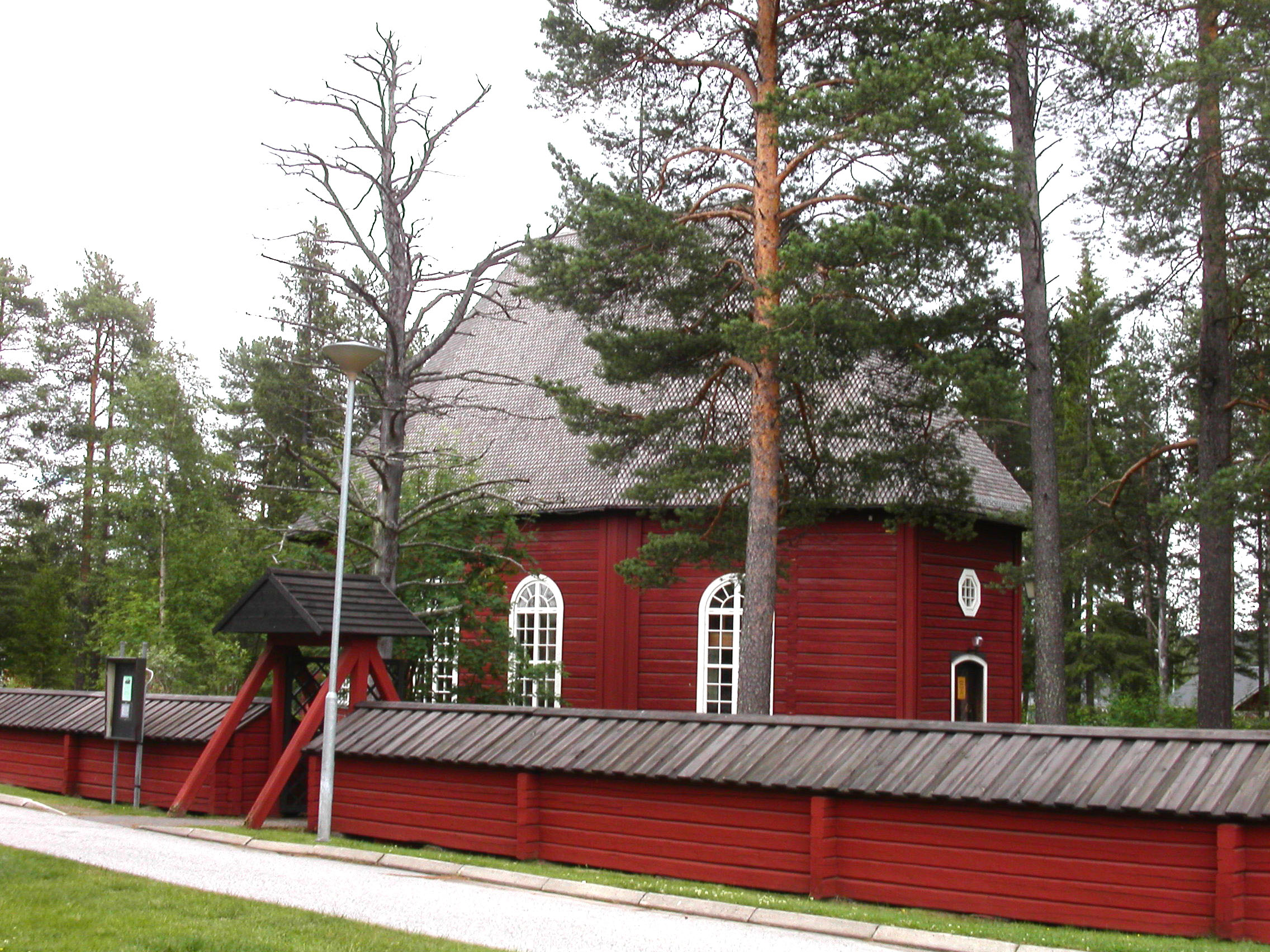
Oude kerk in het zuiden van Jokkmokk

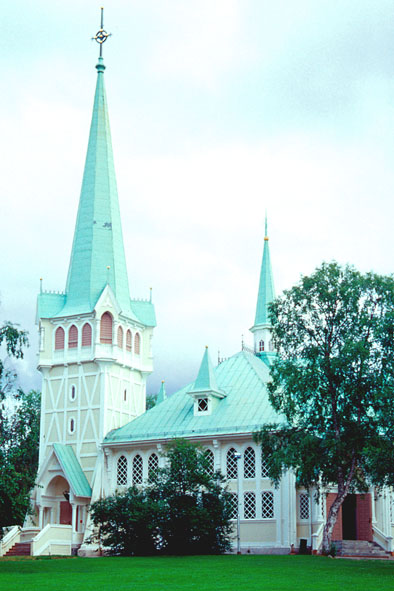
Nieuwe kerk Jokkmokk op het stationsplein

Jokkmokk (Noord-Samisch: Johkamohkki, Lule-Samisch: Jåhkåmåhkke) is een stadje in het noorden van Zweden en het bestuurscentrum van de gelijknamige gemeente. De plaats ligt ongeveer 5 kilometer binnen de noordpoolcirkel. Het stadje heeft 2976 inwoners (2006).
De naam Jokkmokk is een Zweedse verbastering van de Samische naam, die bocht in de rivier betekent (johka = rivier). De rivier is de Kleine Lule. Aan de zuidkant van het dorp stroomt de Talvatismeerbeek. De Samische aanduiding Dálvvadis duidt erop dat Jokkmokk gedurende de koude wintermaanden een verzamelplaats voor de Samen is.

## Geschiedenis
De eerste bebouwing van Jokkmokk dateert uit 1602 toen het dorp als marktplaats werd gesticht door koning Karel IX van Zweden; de eerste markt voor en door de Samen kwam er in 1605, en wordt nog steeds jaarlijks als Jokkmokks Vintermarknad gehouden. Deze wintermarkt, gehouden op de eerste donderdag, vrijdag en zaterdag van februari biedt de Samen uit geheel Lapland de kans hun waren aan te bieden en zo nodig te ruilen.
In de Tweede Wereldoorlog vormde Jokkmokk een opvangplaats van gevluchte Samen uit Noorwegen.

## Verkeer
Jokkmokk fungeert tegenwoordig als centrale plaats waar alle diensten zich verzameld hebben; in de wijde omgeving (Gällivare ligt op 90 km afstand) is er geen grote plaats te vinden. In het aan de Europese weg 45 gelegen Jokkmokk kan naar het oosten afgeslagen worden naar de Riksväg 97, die in het stroomdal van de Kleine Lule en later de Grote Lule zijn weg zoekt naar Boden en Luleå. Richting het zuiden volgt de Länsväg 374 voor een lang stuk hetzelfde tracé als de E45. Wegen naar het westen lopen allemaal dood in de moerassen, doch een van die wegen leidt naar Kvikkjokk, een rust- en verzamelplaats aan de Kungsleden. Vertrekkend naar het zuiden is het verstandig proviand mee te nemen; de volgende plaats van enige betekenis is Moskosel; onderweg (54 km zuidwaarts) ligt wel het wintersportgebied Kåbdalis, maar in de zomer is daar niemand aanwezig.

### Spoor
In Jokkmokk is in 1936 in het centrum, nabij het dorpsplein, een officieel spoorwegstation Jokkmokk gebouwd; thans alleen nog in gebruik bij de toeristische Inlandsbanan. Loketten zijn er niet meer sinds 1995.

## Toerisme
Nabij Jokkmokk zijn verscheidene natuurreservaten te vinden met een gevarieerd landschap: bosrijke taiga, berkenbosgebieden, de toendra en het hooggebergte met gletsjers. Ook is hier een berg- en Samenmuseum gevestigd, genaamd Ájtte.

### Kerken
Jokkmokk kent twee bezienswaardige kerken. De oudste (Gamla Kyrkan) dateerde uit de 18e eeuw maar brandde volledig af. Ze is inmiddels in de jaren 70 herbouwd. De “nieuwe” kerk dateert van 1888-1889 en is in dat laatste jaar ingewijd.
Bestuurscentrum: Jokkmokk (tätort)
Tätort: Porjus · Vuollerim
Småort: Kåbdalis · Mattisudden · Murjek
Overig: Årrenjarka · Framnäs · Kåikul · Kalludden · Kittajaur · Kitteludden · Kuouka · Kuorpak · Kvikkjokk · Messaure · Nautijaur · Njavve · Padjerim · Porsi · Randijaur · Snesudden · Storbacken · Sudok · Tårrajaur · Tjåmotis · Vajkijaur